# Saulcyella
Saulcyella är ett släkte av skalbaggar som beskrevs av Edmund Reitter 1901. Saulcyella ingår i familjen kortvingar.
Släktet innehåller bara arten Saulcyella schmidtii.